# Castell de Nyòvols
El castell de Nyòvols, o d'Enyòvols és una antiga fortificació medieval de la comuna de Canavelles, a la comarca del Conflent, de la Catalunya del Nord.
Les seves restes estan situades en una elevació per damunt dels Banys de Canavelles, a la riba esquerra de la Tet. En l'actualitat, només en resten unes ruïnes, que encara permeten intuir la planta de la torre rectangular que presidia el castell. Davant seu, a la dreta de la Tet i, per tant, dins del terme de Nyer, hi ha la Torre de Nyòvols, torre de guaita que complementava el control del pas per la vall de la Tet.

## Història
Per bé que el castell era força més antic, la primera menció escrita conservada és del 1589, amb el nom castrum de Niovol. Històricament, també se l'ha escrit amb les grafies Nyòbols, Niòbols o Eniòbols.
Per la seva situació estratègica en una gran via de comunicació, el castell va ser destruït al segle xvii per Vauban, en el seu procés de fortificació de la Catalunya del Nord. Formava part d'un conjunt d'edificacions que guardaven la via de Cerdanya, que en aquesta zona travessava l'estret congost dels Graus. A més d'aquest castell, formaven part del sistema defensiu el castell de Serola, Cerola o Erola, els fonaments del qual es poden veure a l'oest del terme, també a la riba esquerra del riu, a prop de Sant Pere d'Eixalada; i la Torre de Nyòvols, encimbellada en una roca a la vora dreta del riu, en terreny d'En, i que hom ha suposat que era una dependència del castell de Nyòvols. El triangle format per les tres construccions feia del congost un pas quasi inexpugnable.

## Arquitectura
Els pocs vestigis que encara romanen de la construcció són unes filades de pedres, que permeten afigurar-se un edifici de planta possiblement trapezoïdal, que faria uns 6 metres de llargada per la cara nord, uns 10 a la sud i uns 13 a l'oest. La datació d'aquestes restes només pot ser especulativa, però se suposa que el castell era del segle xii o xiii.